# 楠目城
楠目城（くずめじょう）は、高知県香美市土佐山田町楠目字楠目にあった中世の日本の城。別名山田城。「楠目城跡」として香美市指定史跡。

## 概要
楠目城は城山（標高122.3メートル）の山頂に位置している。山頂に詰の段を構えている。土佐山田氏の居城として知られるが、築城者も築城年も不明である。

## 歴史
築城起源は不明。鎌倉時代に中原氏による築城ともいわれているが、定かではない。土佐山田氏は鎌倉時代、宗我・深淵郷の地頭職であった、中原氏の子孫といわれている。香宗我部氏と同族である。
永正5年（1508年）、城主の山田元義は本山養明らとともに岡豊城の長宗我部兼序を討つ。
天文18年（1549年）、長宗我部国親は山田城攻略を行う。元義は国親によって放逐され、山田城は落城した。

## 遺構
- 城山詰の段、北面の土塁
- 二の段の南下方に2つの段があるが、開墾した際に破壊されているが、その下、二の段下から西方の茶ヶ森にかけて幅2-6メートルの堀がある。
- 詰の段下に北方からの攻撃に備えたものとみられる堀がある。落差10メートル。最大幅は6メートル。

## 交通
- 土佐山田駅の北東1.5キロメートル